# Новиков, Сергей Владимирович (боксёр)
Сергей Владимирович Новиков (род. 29 июня 1989, Минск, БССР, СССР) — белорусский боксёр-профессионал, выступающий в полутяжёлой, в первой тяжёлой, в бриджервейте и в тяжёлой весовых категориях.
Мастер спорта международного класса, бывший член национальной сборной Республики Беларусь, бронзовый призёр чемпионата Европы (2013), многократный победитель и призёр международных и национальных турниров, участник чемпионатов мира и квалификационных турниров к Олимпийским играм в любителях.
Среди профессионалов действующий чемпион по версии ABF InterContinental Americas (2022—н. в.) в 1-м тяжёлом весе. И действующий чемпион по версии ABF InterContinental Americas (2022—н. в.), также бывший чемпион США по версии ABF USA (2022) в тяжёлом весе.
Лучшая позиция по рейтингу BoxRec — 115-я (июль 2022) и являлся 1-м среди белорусских боксёров первой тяжёлой весовой категории, — входя в ТОП-115 лучших боксёров первого тяжёлого веса всего мира.

## Любительская карьера
Воспитанник тренера Сергея Пыталева. Постоянно тренировался в Минске, клуб «Золотые перчатки».
В июне 2013 года завоевал бронзовую медаль на чемпионате Европы в Минске в весе до 81 кг, где он в 1/8 финала по очкам победил украинца Дмитрия Булгакова, в четвертьфинале он по очкам (счёт: 3:0) победил опытного хорвата Хрвойе Сепа, но в полуфинале ему было засчитано поражение так как из-за проблем со здоровьем он не смогли выйти на поединок с россиянином Никитой Ивановым, ему помешал рецидив старой травмы спины.
В июле 2013 года он стал победителем в весе до 81 кг турнира категории А в Москве, посвященного памяти Олимпийского чемпиона Валерия Попенченко.
А затем в конце этого же месяца он вновь стал победителем в весе до 81 кг на международном турнире «Кубок Губернатора Санкт-Петербурга», в финале победив опытного литовского боксёра Виталия Волкова.
В октябре 2013 года участвовал на чемпионате мира в Алма-Ате (Казахстан) в весе до 81 кг, где он в 1/16 финала победил по очкам корейца Кима Хионкью, но в 1/8 финала по очкам он уступил опытному индийскому боксёру Сумиту Сангвану.
В сентябре 2014 года он стал чемпионом в весе до 81 кг XVI Международного турнира памяти М.И. Умаханова в Каспийске (Россия), где он в финале победил россиянина Магомедмурада Арсланбекова, и среди прочих победил опытного узбекского боксёра Эльшода Расулова.
В июне 2015 года участвовал на Европейских играх 2015 в Баку, где он в 1/16 финала проиграл французскому боксёру Сулиману Абдурахидову.
В марте 2016 года стал победителем в весе до 81 кг международного турнира Gee-Bee Tournament в Хельсинки (Финляндия), где он в финале по очкам победил эстонца Айнара Карлсона.
И в апреле 2016 года принял участие в Европейской Олимпийской квалификации в Самсуне (Турция) к Олимпийским играм 2016 года, где он в 1/16 финала проиграл британцу Джошуа Буатси.
В 2017 году стал победителем турнира памяти Виктора Усова в Беларуси и представлял китайскую команду «China Dragons» участвуя в полупрофессиональной лиге бокса World Series of Boxing.
Сергей Новиков также является чемпионом Беларуси в полутяжелом весе 2014 и 2015 годов и чемпионом Беларуси в супертяжелом весе 2016 года.
Он также является тренером по боксу и фитнес-тренером.

## Профессиональная карьера
В 2018 году переехал в Соединённые Штаты Америки, где и начал карьеру боксера профессионала. Проживает в городе Майами и тренируется под руководством знаменитого кубинского тренера Педро Диаса.
31 августа 2018 года в Уэст-Палм-Бич (США) в первом своём профессиональном бою досрочно техническим нокаутом в 1-м же раунде победил опытного мексиканца Бладимира Эрнандеса (20-13).

## Статистика профессиональных боёв
В таблице перечислены результаты всех поединков боксёров.
В каждой строке указан результат поединка. Дополнительно номер поединка обозначен цветом, который обозначает итог поединка. Расшифровка обозначений и цветов представлена в нижеследующей таблице.
| Пример | Расшифровка                     |
| ------ | ------------------------------- |
|        | Победа                          |
|        | Ничья                           |
|        | Поражение                       |
|        | Планируемый поединок            |
|        | Поединок признан несостоявшимся |
| КО     | Нокаут                          |
| ТКО    | Технический нокаут              |
| PTS    | Решение судей (по очкам)        |
| UD     | Единогласное решение судей      |
| MD     | Решение большинства судей       |
| SD     | Раздельное решение судей        |
| RTD    | Отказ от продолжения боя        |
| DQ     | Дисквалификация                 |
| NC     | Поединок признан несостоявшимся |

| 14 поединков, 13 побед (12 нокаутом), 1 несостоявшийся. | 14 поединков, 13 побед (12 нокаутом), 1 несостоявшийся. | 14 поединков, 13 побед (12 нокаутом), 1 несостоявшийся. | 14 поединков, 13 побед (12 нокаутом), 1 несостоявшийся. | 14 поединков, 13 побед (12 нокаутом), 1 несостоявшийся.      | 14 поединков, 13 побед (12 нокаутом), 1 несостоявшийся. | 14 поединков, 13 побед (12 нокаутом), 1 несостоявшийся.                                       |
| Бой                                                     | Рекорд                                                  | Дата боя                                                | Соперник                                                | Место проведения боя                                         | Раундов, время                                          | Дополнительно                                                                                 |
| ------------------------------------------------------- | ------------------------------------------------------- | ------------------------------------------------------- | ------------------------------------------------------- | ------------------------------------------------------------ | ------------------------------------------------------- | --------------------------------------------------------------------------------------------- |
| 15                                                      |                                                         | 20 января 2024                                          | Fabio Maldonado                                         | Seminole Hard Rock Hotel and Casino, Hollywood, США          |                                                         | Победа                                                                                        |
| 14                                                      |                                                         | 18 марта 2023                                           | Энтони Стюарт (6-3-2)                                   | Hilton Palm Beach, Уэст-Палм-Бич, Флорида, США               | (10)                                                    |                                                                                               |
| 13                                                      | 12-0 (1)                                                | 9 декабря 2022                                          | Фернандо Родриго Симоес де Алмейда (9-7)                | Center Stage, Атланта, Джорджия, США                         | TKO 2 (10), 1:19                                        | Завоевал вакантный титула чемпиона по версии ABF InterContinental Americas в тяжёлом весе.    |
| 12                                                      | 11-0 (1)                                                | 24 мая 2022                                             | Дейбис Беррокаль (18-10)                                | Клуб «Амистад», Санта-Марта, Колумбия                        | RTD 3 (8), 3:00                                         | Завоевал вакантный титул чемпиона по версии ABF InterContinental Americas в 1-м тяжёлом весе. |
| 11                                                      | 10-0 (1)                                                | 26 марта 2022                                           | Шон Миллер (18-6-1)                                     | Buckhead Fight Club, Атланта, Джорджия, США                  | KO 1 (10), 1:56                                         | Завоевал вакантный титул чемпиона США по версии ABF USA в тяжёлом весе.                       |
| 10                                                      | 9-0 (1)                                                 | 19 декабря 2021                                         | Антваун Таббс (5-16)                                    | Atlanta Marriott Century Center, Атланта, Джорджия, США      | KO 2 (6), 0:48                                          |                                                                                               |
| 9                                                       | 8-0 (1)                                                 | 11 декабря 2021                                         | Квинтелл Томпсон (5-13-1)                               | Бойцовский клуб Бакхед, Атланта, Джорджия, США               | TKO 1 (6), 2:41                                         |                                                                                               |
| 8                                                       | 7-0 (1)                                                 | 24 сентября 2021                                        | Кевин Браун (2-15)                                      | Manual Artime Community Center Theater, Майами, Флорида, США | TKO 2 (8), 2:46                                         |                                                                                               |
| 7                                                       | 6-0 (1)                                                 | 22 мая 2021                                             | Мильтон Нуньес (37-26-1)                                | Media Pro Studios, Медли, Флорида, США                       | TKO 2 (6), 2:59                                         |                                                                                               |
| 6                                                       | 5-0 (1)                                                 | 30 января 2021                                          | Пабло Даниэль Ньевас (33-19-1)                          | Four Ambassadors Hotel, Майами, Флорида, США                 | KO 1 (6), 1:43                                          |                                                                                               |
| 5                                                       | 4-0 (1)                                                 | 17 октября 2020                                         | Мариано Хосе Рива (14-8)                                | Manual Artime Community Center Theater, Майами, Флорида, США | TKO 1 (6), 1:51                                         |                                                                                               |
| 4                                                       | 3-0 (1)                                                 | 5 октября 2019                                          | Габриэль Аграмон (9-8-1)                                | Gimnasio Polifuncional, Мерида, Юкатан, Мексика              | RTD 5 (8), 3:00                                         |                                                                                               |
| 3                                                       | 2-0 (1)                                                 | 5 апреля 2019                                           | Гильермо Рейес Домингес (3-0)                           | Arena Auditorio de la CMT, Мерида, Юкатан, Мексика           | NC 4 (10), 0:57                                         | Бой остановлен после случайного сильного удара головой.                                       |
| 2                                                       | 2-0                                                     | 21 декабря 2018                                         | Жилберто Матеус Домингос (21-9)                         | Спорткомплекс Энтони Нести, Парамарибо, Суринам              | TKO 1 (10)                                              |                                                                                               |
| 1                                                       | 1-0                                                     | 31 августа 2018                                         | Бладимир Эрнандес (20-13)                               | Конференц-центр, Уэст-Палм-Бич, Флорида, США                 | TKO 1 (6), 1:29                                         | Профессиональный дебют.                                                                       |